# Кампо дел'Алпе (Торино)
Кампо дел'Алпе је насеље у Италији у округу Торино, региону Пијемонт.
Према процени из 2011. у насељу је живело 4 становника. Насеље се налази на надморској висини од 1250 м.